# Red Creek
Red Creek es una villa ubicada en el condado de Wayne en el estado estadounidense de Nueva York. En el año 2000 tenía una población de 521 habitantes y una densidad poblacional de 219.5 personas por km².

## Geografía
Red Creek se encuentra ubicada en las coordenadas 43°14′52″N 76°43′22″O / 43.24778, -76.72278.

## Demografía
Según la Oficina del Censo en 2000 los ingresos medios por hogar en la localidad eran de $32,115, y los ingresos medios por familia eran $41,875. Los hombres tenían unos ingresos medios de $34,375 frente a los $20,855 para las mujeres. La renta per cápita para la localidad era de $16,324. Alrededor del 18.4% de la población estaban por debajo del umbral de pobreza.